# Mimudea facitalis
Mimudea facitalis là một loài bướm đêm trong họ Crambidae.